# Sarcophaga oralis
Sarcophaga oralis är en tvåvingeart som först beskrevs av Camillo Rondani 1868.  Sarcophaga oralis ingår i släktet Sarcophaga och familjen köttflugor. Inga underarter finns listade i Catalogue of Life.